# Meligethes egenus
Meligethes egenus är en skalbaggsart som beskrevs av Wilhelm Ferdinand Erichson 1845. Meligethes egenus ingår i släktet Meligethes, och familjen glansbaggar. Arten har ej påträffats i Sverige.